# Memory Almost Full
Memory Almost Full (englisch für „Speicher fast voll“) ist das 15. Soloalbum von Paul McCartney. Gleichzeitig ist es einschließlich der Wings-Alben, der Fireman-Alben, der klassischen Alben, der Livealben und Kompilationsalben das 40. Album von Paul McCartney nach der Auflösung der Band The Beatles. Es wurde am 4. Juni 2007 in Großbritannien und am 5. Juni 2007 in den USA veröffentlicht.

## Entstehung
Seit seinem letzten Studioalbum Chaos and Creation in the Backyard wurde das Duett von Tony Bennett und Paul McCartney The Very Thought of You auf dem Album Duets: An American Classic von Tony Bennett im September 2006 veröffentlicht. Es folgte im Oktober desselben Jahres ein Terzett mit George Benson, Al Jarreau und Paul McCartney des Liedes Bring It On Home to Me vom Album Givin’ It Up der beiden erstgenannten Künstler. Im November 2006 erschien auf dem Kompilationsalbum Twentyfive von George Michael das Duett Heal the Pain; dieses Lied erschien in Großbritannien als Promotion-CD und in den USA.
McCartney nahm im September 2003 die ersten Demos mit seiner Tourband in seinem Studio Hog Hill Mill in Hogg Hill Mill in East Sussex auf. Die ersten Aufnahmen für das Album Memory Almost Full fanden im November 2003 (in einigen Quellen werden die ersten Aufnahmen auf den Februar 2004 datiert) in den Abbey Road Studios in London statt, nachdem die Aufnahmearbeiten zu Chaos and Creation in the Backyard mit Nigel Godrich vorläufig unterbrochen worden waren. So wählte Paul McCartney erneut David Kahne, der zuvor das Studioalbum Driving Rain und die Livealben Back in the U.S. / Back in the World produziert hatte, als Produzenten. Als Begleitmusiker engagierte Paul McCartney seine Live-Begleitband.
Folgende acht Lieder wurden in den Abbey Road Studios im November 2003 im Wesentlichen aufgenommen: Only Mama Knows (unter Anwesenheit eines Freundes von Paul McCartney, auf dessen Lebensgeschichte der Song beruht), You Tell Me, Vintage Clothes, That Was Me, Feet in the Clouds, House of Wax und End of the End und Whole Life, das nicht für das Album verwendet wurde. Ab April 2004 erfolgten weitere Aufnahmen zum Album Chaos and Creation in the Backyard.
Erst ab Ende März 2006 wurden die Arbeiten in A.I.R. Studios und RAK Studios und den Hog Hill Studios für Memory Almost Full fortgesetzt. McCartney sagte zu der Wiederaufnahme der Arbeiten an dem Album: „… mir wurde klar, dass ich dieses Album hatte, auf das ich zurückgreifen und es beenden konnte. Ich ging Spur für Spur durch und nahm im Laufe der Zeit Änderungen vor. Ich habe Dinge repariert, auf die ich nicht so scharf war, und es hat sich einfach von da an entwickelt. Ohne dass ich es wusste oder es wirklich versuchte, bekam es ein eigenes Thema, eine Art Faden, der alles zusammenhält.“
In den Hog Hill Studios wurden die Lieder Ever Present Past, Mr. Bellamy, Gratitude, Nod Your Head und In Private von Paul McCartney ohne seine Begleitband eingespielt. Weitere Aufnahmen (See Your Sunshine und Why So Blue) erfolgten von April bis Juli 2006 im selben Studio, wo Paul McCartney im Januar/Februar 2007 noch weitere Overdubs und das Lied 222 fertigstellte. Die letzte Aufnahme für das Album erfolgte im Februar 2007 in den RAK Studios, wo das Lied Dance Tonight eingespielt wurde. Ein Lied, Perfect Lover, war 2005 für Chaos and Creation in the Backyard aufgenommen worden und wurde in Ever Present Past umbenannt. Nachdem die Aufnahmen abgeschlossen waren, wurde das Album von David Kahne und Andy Wallace in den See Squared Studios, Soundtrack Studios und dem Hog Hill Mill Studio abgemischt.
Während der Produktion des Albums Memory Almost Full trennten sich Paul McCartney und seine Ehefrau Heather Mills-McCartney, die Ehe wurde am 17. März 2008 in London geschieden. McCartney sagte dazu: „Ein Großteil des Albums wurde vor, während und nach unserer Trennung aufgenommen. Ich bin nicht zurückgegangen und habe irgendwelche Songs rausgenommen, die mit ihr zu tun hatten.“
Memory Almost Full wurde im Juni 2007 nicht mehr von EMI veröffentlicht, sondern vom Label Hear Music, das sich im Besitz der US-amerikanischen Kaffeehauskette Starbucks befindet. Die Trennung von EMI erfolgte aufgrund von Differenzen in Bezug auf die generelle Vermarktung von Musik. Paul McCartney befürwortete unterschiedliche Vertriebswege; so wurde das neue Album in über 10.000 Starbucks-Filialen sowie in normalen Ladengeschäften verkauft und war auch das erste Album, das als Download-Version erhältlich war. Gleichzeitig wurden weitere 25 Alben von Paul McCartney als Download-Version angeboten. In der ersten Woche stammten 47 % des Umsatzes in den USA aus Starbucks-Filialen.
McCartney sagte im Nachhinein über das Album: „Ich habe es wirklich genossen, dieses Album mit David Kahne zu machen und ich bin stolz auf all die Songs. Wir hatten eine tolle Zeit.“
Memory Almost Full erhielt 2008 eine Grammy-Nominierung in der Kategorie „Best Pop Vocal Album“. Nominiert waren außerdem die Lieder Dance Tonight („Best Male Pop Vocal Performance“) und Only Mama Knows („Best Solo Rock Vocal Performance“). Bei den Grammy Awards 2009 folgte eine Nominierung für That Was Me („Best Male Pop Vocal Performance“).
Das Album war in Großbritannien (24. Top-Ten-Album) und in den USA (17. Top-Ten-Album) kommerziell erfolgreich.
Im September 2007 wurde auf dem Kompilationsalbum Goin Home – A Tribute to Fats Domino das von Paul McCartney gesungene Lied I Want to Walk You Home veröffentlicht; ob das Lied während der Aufnahmen für Memory Almost Full fertiggestellt wurde, ist nicht dokumentiert.
Das Album wurde in Europa auch als Vinylalbum veröffentlicht.

## Covergestaltung und Titel
Das Cover entwarf Humphrey Ocean. Die Fotografien des CD-Inlays sind von Max Vadukul. Der CD liegt ein aufklappbares zehnseitiges bebildertes Begleitheft bei, das Information zum Album, zu den Liedern und die Liedtexte enthält.
Paul McCartney erwähnte, dass ihm der Titel des Albums in den Sinn kam, als er auf dem Display seines Mobiltelefons den Satz „memory almost full“ las oder diesen als Ansage hörte. Dass der Titel Memory Almost Full ein Anagramm für „for my soulmate LLM“ (‚LLM‘ sind die Initialen für Linda Louise McCartney, seiner verstorbenen ersten Ehefrau) ist, wurde von Paul McCartney 2020 als zufällig bezeichnet.

## Titelliste
Alle Titel wurden von Paul McCartney komponiert.
1. Dance Tonight – 2:54
2. Ever Present Past – 2:57
3. See Your Sunshine – 3:20
4. Only Mama Knows – 4:17
5. You Tell Me – 3:15
6. Mr. Bellamy – 3:39
7. Gratitude – 3:19
8. Vintage Clothes – 2:22
9. That Was Me – 2:38
10. Feet in the Clouds – 3:24
11. House of Wax – 4:59
12. The End of the End – 2:57
13. Nod Your Head – 1:58

iTunes Bonus-Titel (2007)
- Dance Tonight (Acoustic version)

Doppel-CD Edition

Die beiden CDs befinden sich in einer rechteckigen Pappbox (19 cm × 14 cm), die an den vier Seiten aufklappbar ist. Die US-amerikanische Downloadversion des Albums enthält ebenfalls die Bonusstücke 1–3, nicht aber 4.
1. In Private – 2:08
2. Why So Blue – 3:11
3. 222 – 3:38
4. Paul talks about the music of Memory Almost Full – 26:04

Deluxe Edition mit DVD

Die Deluxe Edition enthält die handelsübliche CD mit den drei Bonustiteln der Doppel-CD-Edition sowie einer DVD, die fünf Livetitel enthält, die im Electric Ballroom in London aufgenommen wurden, sowie zwei Musikvideos. Die beiden CDs befinden sich in einer zweifach aufklappbaren Papphülle mit einer veränderten Covergestaltung.
CD
1. Dance Tonight – 2:54
2. Ever Present Past – 2:57
3. See Your Sunshine – 3:20
4. Only Mama Knows – 4:17
5. You Tell Me – 3:15
6. Mr. Bellamy – 3:39
7. Gratitude – 3:19
8. Vintage Clothes – 2:22
9. That Was Me – 2:38
10. Feet in the Clouds – 3:24
11. House of Wax – 4:59
12. The End of the End – 2:57
13. Nod Your Head – 1:58
14. In Private – 2:08
15. Why So Blue – 3:11
16. 222 – 3:38

DVD
1. Drive My Car (Live at The Electric Ballroom in London)
2. Dance Tonight (Live at The Electric Ballroom in London)
3. House of Wax (Live at The Electric Ballroom in London)
4. Nod Your Head (Live at The Electric Ballroom in London)
5. Only Mama Knows (Live at The Electric Ballroom in London)
6. Dance Tonight (Musikvideo)
7. Ever Present Past (Musikvideo)

## Weitere Informationen zu einzelnen Liedern
- Das Lied Vintage Clothes handelt über die Kleidungsstücke, die Paul McCartney in den 1960er Jahren trug.
- Feet in the Clouds behandelt die Schuljahre von McCartney im Liverpool Institute.
- Das Lied Ever Present Past wurde ursprünglich unter dem Titel Perfect Lover während der Chaos and Creation in the Backyard-Sessions aufgenommen. Der Produzent des Albums Nigel Godrich lehnte das Lied ab, sodass es in einer anderen Version neu aufgenommen wurde.
- You Tell Me handelt von Linda McCartney.[11]
- See Your Sunshine behandelt die „guten“ Zeiten mit seiner ehemaligen Ehefrau Heather Mills.
- Mr. Bellamy ist ein Lied über einen potentiellen Selbstmörder. Es soll aber auch vom Ende der Beziehung zu Heather Mills handeln.
- Gratitude soll auch vom Ende der Beziehung zu Heather Mills handeln.
- Bei dem Lied The End of the End singt Paul McCartney in einer positiven Grundstimmung über seinen zukünftigen Tod und den Tag seiner Beerdigung. Teile des Textes stehen am Außenrand der CD-Hülle.
- Nod Your Head wurde auf das Album genommen, damit das vorhergehende Lied The End of the End die Hörerschaft nicht in einer bedrückenden Stimmung zurücklässt.
- Der Titel House of Wax[12] befindet sich auf dem Album sowie auf der B-Seite der ebenfalls 2007 erschienenen Single Ever Present Past.
- Das Lied Dance Tonight bekam im Jahr 2008 eine Grammy-Nominierung in der Kategorie „Best Male Pop Vocal Performance“.

## Single-Auskopplungen

### Dance Tonight
Am 18. Juni 2007 wurde in Großbritannien als Download die Single Dance Tonight veröffentlicht. Fünf Wochen später, am 23. Juli 2007, wurde in Großbritannien eine Picture-Shape-Disc veröffentlicht, auf der B-Seite befindet sich ebenfalls das Lied Dance Tonight.
Die geplante CD-Single-Veröffentlichung von Dance Tonight / Nod Your Head (Sly David Short Mix) wurde nicht realisiert.
In den USA erschien Dance Tonight im Juni 2007 nur als Download-Single.
In Europa und den USA wurden 5″-CD-Promotionsingles hergestellt.

### Ever Present Past
Am 5. November 2007 wurde in Großbritannien die CD-Single Ever Present Past / Only Mama Knows (Live) / Dance Tonight (Live) sowie die 7″-Vinyl-Single Ever Present Past / House of Wax (Live) veröffentlicht. Die drei Liveaufnahmen stammen vom Amoeba’s Secret-Konzert, das am 27. Juni 2007 stattfand.
In den USA wurde Ever Present Past am 15. Mai 2007 als Download-Single veröffentlicht.
In Europa und den USA wurden 5″-CD-Promotionsingles hergestellt.

### Nod Your Head
Als dritte Singleauskopplung wurde am 28. August 2007 in den USA Nod Your Head als Download-Single veröffentlicht.
In den USA wurde eine Promotion-CD mit dem Titel Nod Your Head Dancehall Remixes veröffentlicht, die folgende sechs Versionen des Liedes Nod Your Head enthält: No Name Sly David Short / No Name Sly David Long / Dub I / Dub II / String Mix / Instrumental.

### Weitere Promotionsingle
Es ist wahrscheinlich, dass es geplant war, das Lied Only Mama Knows als weitere Single auszukoppeln; so wurde in Europa eine Promotion-CD mit einer gekürzten Version veröffentlicht, in den USA wurde hingegen eine Promotion-CD veröffentlicht, die die Albumversion und die gekürzte Version enthält.

### Musikvideos
Musikvideos wurden zu den Liedern Ever Present Past, Dance Tonight, Nod Your Head und 222 hergestellt.

## Promotionveröffentlichungen
In Deutschland wurde eine Promotion-CD veröffentlicht, die gekürzte Versionen der Lieder des Albums Memory Almost Full enthält.
In Australien erschien die Promotion-CD in einem anderen Cover.
Das Album Memory Almost Full wurde als Promotion-CD der Mail On Sunday in Großbritannien am 18. Mai 2008 kostenlos beigelegt.

## Kommerzieller Erfolg

### Chartplatzierungen

#### Album
| ChartsChartplatzierungen       | Höchstplatzierung | Wochen |
| ------------------------------ | ----------------- | ------ |
| Deutschland (GfK)              | 18 (6 Wo.)        | 6      |
| Österreich (Ö3)                | 17 (4 Wo.)        | 4      |
| Schweiz (IFPI)                 | 20 (5 Wo.)        | 5      |
| Vereinigte Staaten (Billboard) | 3 (15 Wo.)        | 15     |
| Vereinigtes Königreich (OCC)   | 5 (6 Wo.)         | 6      |

| ChartsJahrescharts (2007)      | Platzierung |
| ------------------------------ | ----------- |
| Vereinigte Staaten (Billboard) | 90          |

#### Singles
| Jahr | Titel             | Höchstplatzierung, Gesamtwochen, AuszeichnungChartplatzierungen (Jahr, Titel, , Platzierungen, Wochen, Auszeichnungen, Anmerkungen) | Höchstplatzierung, Gesamtwochen, AuszeichnungChartplatzierungen (Jahr, Titel, , Platzierungen, Wochen, Auszeichnungen, Anmerkungen) | Anmerkungen                        |
| Jahr | Titel             | UK | US | Anmerkungen                        |
| ---- | ----------------- | --- | --- | ---------------------------------- |
| 2007 | Dance Tonight     | UK26 (4 Wo.)UK | US69 (2 Wo.)US | Erstveröffentlichung: 18. Mai 2007 |
| 2007 | Ever Present Past | UK85 (1 Wo.)UK | — |                                    |

### Auszeichnungen für Musikverkäufe
| Land/Region                  | Auszeichnungen für Musikverkäufe (Land/Region, Auszeichnung, Verkäufe) | Verkäufe |
| ---------------------------- | ---------------------------------------------------------------------- | -------- |
| Dänemark (IFPI)              | Gold                                                                   | 20.000   |
| Kanada (MC)                  | Gold                                                                   | 50.000   |
| Russland (NFPF)              | Platin                                                                 | 20.000   |
| Vereinigte Staaten (RIAA)    | Gold                                                                   | 500.000  |
| Vereinigtes Königreich (BPI) | Gold                                                                   | 100.000  |
| Insgesamt                    | 5× Gold · 1× Platin ·                                                  | 690.000  |

Hauptartikel: Paul McCartney/Auszeichnungen für Musikverkäufe

## Amoeba’s Secret
Am 27. Juni 2007 gab Paul McCartney mit seiner Band ein Konzert im Ladengeschäft der Amoeba Music Tonträger-Handelskette in Hollywood (Los Angeles), um sein Album Memory Almost Full zu promoten.
Am 13. November 2007 wurde in den USA eine limitierte 12″-Vinyl-EP mit vier Liedern veröffentlicht, im Januar 2009 folgte eine Veröffentlichung im CD-Format, die Platz 119 der US-amerikanischen Charts erreichte. Zwei der Lieder, That Was Me („Best Male Pop Vocal Performance“) und I Saw Her Standing There („Best Solo Rock Vocal Performance“), wurden im Jahr 2009 jeweils für einen Grammy nominiert.
EP (12″-Vinyl / CD)
1. Only Mama Knows (Paul McCartney) – 3:47
2. C Moon (Paul McCartney/Linda McCartney) – 3:17
3. That Was Me (Paul McCartney) – 3:03
4. I Saw Her Standing There (Lennon/McCartney) – 3:25

Am 12. Juli 2019 wurde das komplette Konzert unter dem Albumtitel Amoeba Gig veröffentlicht.

## iTunes Festival: London
Am 5. Juli 2007 fand im Institute of Contemporary Arts in London das iTunes Festival statt; einer der auftretenden Künstler war Paul McCartney, von dessen Auftritt folgende sechs Lieder am 21. August 2007 als Download erhältlich waren; vier dieser Lieder stammen vom Album Memory Almost Full.
Titelliste
1. Coming Up – 3:46
2. Only Mama Knows – 3:49
3. That Was Me – 2:59
4. Jet (Paul McCartney/Linda McCartney) – 4:11
5. Nod Your Head – 2:40
6. House of Wax – 5:19

## BBC Electric Proms 2007
Am 25. Oktober 2007 gab Paul McCartney mit seiner Band ein Konzert im Roundhouse in London als Teil der BBC Electric Proms 2007. Das Konzert umfasste 24 Lieder und wurde als Bootleg in DVD-Form veröffentlicht.

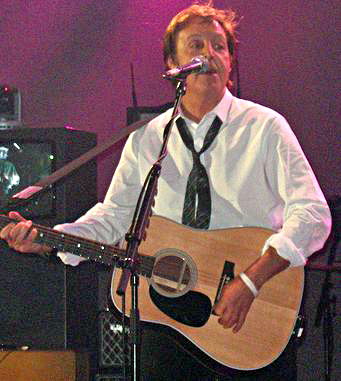
Paul McCartney Live bei den BBC Electric Proms 2007

Am 3. Dezember 2014 wurden 17 Lieder des Konzerts unter dem Titel BBC Electric Proms 2007 als Download bei iTunes veröffentlicht; seit Februar 2015 ist das Album nicht mehr als Download verfügbar.
Titelliste
1. Magical Mystery Tour (Lennon/McCartney) – 2:32
2. Flaming Pie (Paul McCartney) – 2:27
3. Got to Get You into My Life (Lennon/McCartney) – 2:52
4. Dance Tonight (Paul McCartney) – 2:58
5. Only Mama Knows (Paul McCartney) – 3:52
6. Blackbird (Lennon/McCartney) – 2:34
7. Calico Skies (Paul McCartney) – 2:49
8. Eleanor Rigby (Lennon/McCartney) – 2:19
9. Band on the Run (Paul McCartney/Linda McCartney) – 5:18
10. Back in the U.S.S.R. (Lennon/McCartney) – 2:59
11. Live and Let Die (Paul McCartney/Linda McCartney) – 3:06
12. Baby Face (Paul McCartney) – 0:43
13. Hey Jude (Lennon/McCartney) – 6:38
14. Let It Be (Lennon/McCartney) – 3:47
15. Lady Madonna (Lennon/McCartney) – 2:26
16. I Saw Her Standing There (Lennon/McCartney) – 3:03
17. Get Back (Lennon/McCartney) – 3:39